# Players Series
Players Series – konkurs bonusowy dla graczy, którzy zarobili najwięcej pieniędzy w serii profesjonalnych turniejów snookera. Cykl obejmuje trzy wydarzenia: World Grand Prix, Players Championship i Tour Championship. Został zainicjowany w 2019 roku.

## Przegląd
W sezonach 2018/19 i 2019/20 cykl był sponsorowany przez firmę Coral i nosił nazwę Coral Cup. W sezonach 2020/21 i 2021/22 turniej był sponsorowany przez Cazoo i nosił nazwę Cazoo Series. W sezonie 2022–2023 sponsorem wydarzenia było kryptokasyno Duelbits, a turniej nosił nazwę Duelbits Series. Z wyjątkiem sezonu 2019/2020 nie przyznawano żadnej premii pieniężnej za zarobienie największej liczby pieniędzy w trzech wydarzeniach; jedynym zwycięzcą dodatkowej premii pieniężnej był Stephen Maguire, który zarobił 100 000 funtów za zarobienie największej liczby pieniędzy w serii, przy czym większość zarobków pochodziła z wygrania Tour Championship 2020, wydarzenia o najwyższych dochodach w serii.
W odróżnieniu od tradycyjnych wydarzeń rankingowych, kwalifikacja odbywa się na podstawie wyników z listy pojedynczego sezonu, a nie na podstawie rankingu światowego. Liczba uczestników każdego wydarzenia ulega skróceniu – w Grand Prix bierze udział 32 zawodników, w Players Championship – 16, a w Tour Championship – 12 (wcześniej ośmiu). Sponsorem serii była firma bukmacherska Coral aż do 2021 r., kiedy sponsorem został sprzedawca samochodów Cazoo. Ich sponsorowanie Players Series zostało nagle przerwane w sezonie snookera 2022/2023 w wyniku problemów finansowych, które skłoniły firmę do wycofania się z szeregu umów sponsorskich w sporcie, w tym w snookerze. W jego miejsce na sponsora Players Series wybrano firmę Duelbits, co ogłoszono w dniu rozpoczęcia World Grand Prix 2023.
W sezonie snookera 2019/2020 gracz, który zarobił najwięcej nagród pieniężnych we wszystkich trzech wydarzeniach serii, otrzymał dodatkową nagrodę w wysokości 100 000 funtów oraz „Coral Cup”. Z powodu pandemii COVID-19 i zaprzestania przez firmę Coral sponsorowania wydarzeń snookerowych, bonus został wycofany.
W sezonie 2021/2022 gracze, którzy przegrali w pierwszej rundzie dowolnego wydarzenia Cazoo Series, otrzymywali punkty rankingowe równe kwocie nagrody pieniężnej. Była to zmiana w stosunku do poprzednich wersji, gdzie przegrana w pierwszej rundzie skutkowała jedynie nagrodą pieniężną, a nie punktami rankingowymi. Jeśli jednak gracz zakwalifikuje się do jednego z wydarzeń w serii, ale nie zagra meczu otwarcia, nie otrzyma ani nagrody pieniężnej, ani punktów rankingowych. WST potwierdziło później, że zmiana ta będzie obowiązywać od sezonu 2022/2023.
Od początku istnienia Players Series wszystkie turnieje odbywały się w Wielkiej Brytanii. Jednak od sezonu 2024/2025 World Grand Prix rozgrywano w Hongkongu, co sprawiło, że Players Series stała się międzynarodową serią sportową.

## Zwycięzcy
| Sezon   | Zwycięzca         | Nazwa           | Przypisy             |
| ------- | ----------------- | --------------- | -------------------- |
| 2018/19 | Ronnie O’Sullivan | Coral Cup       | [ 10 ]               |
| 2019/20 | Stephen Maguire   | Coral Cup       | [ 11 ] [ 12 ]        |
| 2020/21 | Neil Robertson    | Cazoo Series    | [ 13 ] [ 14 ]        |
| 2021/22 | Neil Robertson    | Cazoo Series    | [ 15 ]               |
| 2022/23 | Shaun Murphy      | Duelbits Series | [ 16 ]               |
| 2023/24 | Ronnie O’Sullivan | Players Series  | [ 17 ] [ 18 ] [ 19 ] |
| 2024/25 | Neil Robertson    | Players Series  | [ 20 ]               |

## Zwycięzcy poszczególnych turniejów
| Sezon           | Turniej              | Zwycięzca         | Finalista         | Wynik     | Miasto        | Przypisy      |
| Coral Cup       | Coral Cup            | Coral Cup         | Coral Cup         | Coral Cup | Coral Cup     | Coral Cup     |
| --------------- | -------------------- | ----------------- | ----------------- | --------- | ------------- | ------------- |
| 2018/19         | World Grand Prix     | Judd Trump        | Allister Carter   | 10–6      | Cheltenham    | [ 21 ] [ 10 ] |
| 2018/19         | Players Championship | Ronnie O’Sullivan | Neil Robertson    | 10–4      | Preston       | [ 22 ]        |
| 2018/19         | Tour Championship    | Ronnie O’Sullivan | Neil Robertson    | 13–11     | Llandudno     | [ 23 ]        |
|                 |                      |                   |                   |           |               |               |
| 2019/20         | World Grand Prix     | Neil Robertson    | Graeme Dott       | 10–8      | Cheltenham    | [ 24 ] [ 11 ] |
| 2019/20         | Players Championship | Judd Trump        | Yan Bingtao       | 10–4      | Southport     | [ 25 ]        |
| 2019/20         | Tour Championship    | Stephen Maguire   | Mark Allen        | 10–6      | Milton Keynes | [ 26 ] [ 12 ] |
| Cazoo Series    |                      |                   |                   |           |               |               |
| 2020/21         | World Grand Prix     | Judd Trump        | Jack Lisowski     | 10–7      | Milton Keynes | [ 27 ] [ 13 ] |
| 2020/21         | Players Championship | John Higgins      | Ronnie O’Sullivan | 10–3      | Milton Keynes | [ 28 ]        |
| 2020/21         | Tour Championship    | Neil Robertson    | Ronnie O’Sullivan | 10–4      | Newport       | [ 29 ] [ 14 ] |
|                 |                      |                   |                   |           |               |               |
| 2021/22         | World Grand Prix     | Ronnie O’Sullivan | Neil Robertson    | 10–8      | Coventry      | [ 30 ] [ 15 ] |
| 2021/22         | Players Championship | Neil Robertson    | Barry Hawkins     | 10–5      | Wolverhampton | [ 31 ]        |
| 2021/22         | Tour Championship    | Neil Robertson    | John Higgins      | 10–9      | Llandudno     | [ 32 ]        |
| Duelbits Series |                      |                   |                   |           |               |               |
| 2022/23         | World Grand Prix     | Mark Allen        | Judd Trump        | 10–9      | Cheltenham    | [ 33 ] [ 16 ] |
| 2022/23         | Players Championship | Shaun Murphy      | Allister Carter   | 10–4      | Wolverhampton | [ 34 ]        |
| 2022/23         | Tour Championship    | Shaun Murphy      | Kyren Wilson      | 10–7      | Hull          | [ 35 ]        |
| Players Series  |                      |                   |                   |           |               |               |
| 2023/24         | World Grand Prix     | Ronnie O’Sullivan | Judd Trump        | 10–7      | Leicester     | [ 36 ] [ 17 ] |
| 2023/24         | Players Championship | Mark Allen        | Zhang Anda        | 10–8      | Telford       | [ 37 ] [ 18 ] |
| 2023/24         | Tour Championship    | Mark Williams     | Ronnie O’Sullivan | 10–5      | Manchester    | [ 38 ] [ 19 ] |
|                 |                      |                   |                   |           |               |               |
| 2024/25         | World Grand Prix     | Neil Robertson    | Stuart Bingham    | 10–0      | Hong Kong     | [ 39 ] [ 20 ] |
| 2024/25         | Players Championship | Kyren Wilson      | Judd Trump        | 10–9      | Telford       | [ 40 ]        |
| 2024/25         | Tour Championship    | John Higgins      | Mark Selby        | 10–8      | Manchester    | [ 41 ] [ 42 ] |

## Statystyka

### Mistrzowie
| Zawodnik          | Suma | World Grand Prix | Players Championship | Tour Championship | Okres     |
| ----------------- | ---- | ---------------- | -------------------- | ----------------- | --------- |
| Neil Robertson    | 5    | 2                | 1                    | 2                 | 2020–2025 |
| Ronnie O’Sullivan | 4    | 2                | 1                    | 1                 | 2019–2024 |
| Judd Trump        | 3    | 2                | 1                    | 0                 | 2019–2020 |
| Shaun Murphy      | 2    | 0                | 1                    | 1                 | 2023      |
| Mark Allen        | 2    | 1                | 1                    | 0                 | 2023–2024 |
| John Higgins      | 2    | 0                | 1                    | 1                 | 2021-2025 |
| Stephen Maguire   | 1    | 0                | 0                    | 1                 | 2020      |
| Mark Williams     | 1    | 0                | 0                    | 1                 | 2024      |
| Kyren Wilson      | 1    | 0                | 1                    | 0                 | 2025      |
| Suma              | 21   | 7                | 7                    | 7                 | 2019–2025 |